# مايكل مايرز (هالوين)

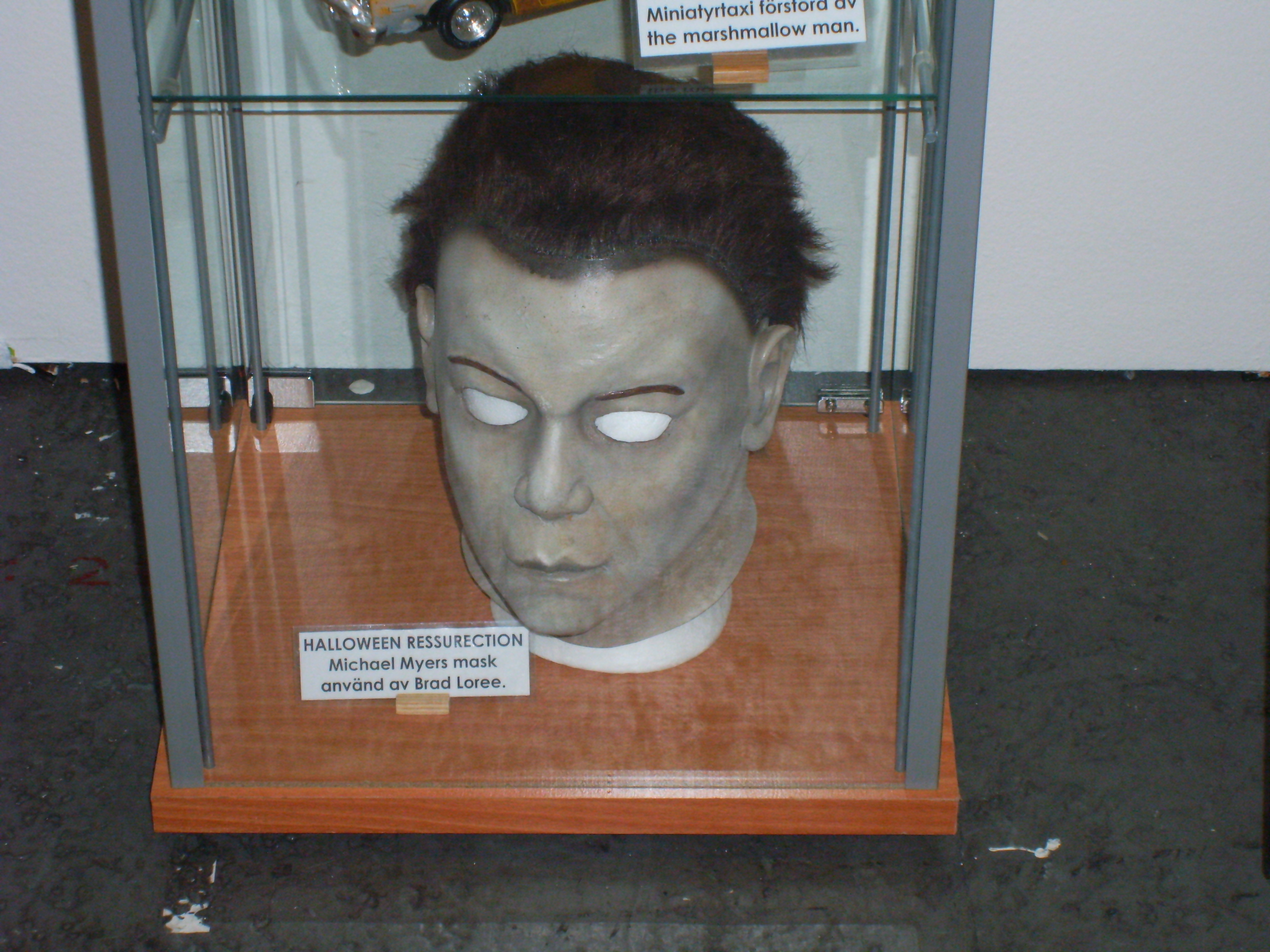
قناع مايكل مايرز

مايكل مايرز (بالإنجليزية: Michael Myers)‏ هو شخصية خيالية من سلسلة أفلام هالوين، التي تدخل ضمن أفلام التقطيع. ظهر لأول مرة في عام 1978 في فيلم هالوين لجون كاربنتر، عندما كان صبيًا يقتل أخته الكبرى جوديث مايرز. بعد خمسة عشر عامًا، يعود إلى منزله في هادونفيلد لقتل المزيد من المراهقين. في هالوين الأصلي، قام نيك كاسل بتجسيد الشخص البالغ مايكل مايرز، الذي يشار إليه باسم الشكل (The Shape) في شارات النهاية، وقد استبدله توني موران في معظم أحداث الفيلم، وتومي والاس في المشاهد النهائية. تم إنشاء الشخصية بواسطة كل من ديبرا هيل وجون كاربنتر، وظهرت في عشرة أفلام، بالإضافة إلى الروايات وألعاب الفيديو المتعددة والعديد من الكتب المصورة.
الشخصية هي الخصم الأساسي في سلسلة أفلام هالوين، باستثناء فيلم هالوين 3: موسم الساحر، الذي لا يرتبط بشكل مستمر ببقية الأفلام. منذ وضع كاسل وموران ووالاس القناع في الفيلم الأصلي، شارك ستة أشخاص في الدور نفسه. الممثلون الوحيدون الذين جسّدوا مايكل مايرز أكثر من مرة هم كاسل وجورج ويلبر وتايلر مين، وكان مين هو الوحيد الذي قام بذلك في أفلام متتالية. تم وصف مايكل مايرز بالشرّ الخالص، سواء بشكل مباشر في الأفلام، من قبل صانعي الأفلام الذين ابتكروا وطوروا الشخصية على مدى تسعة أفلام، أو من قبل المشاركين العشوائيين في الاستطلاعات. في أول فيلمين، ارتدى مايكل قناع كابتن كيرك المطلي باللون الأبيض. تم استخدام القناع، المصنوع من طاقم وجه ويليام شاتنر، في الأصل في فيلم الرعب مطر الشيطان [الإنجليزية] عام 1975. 

## الظهور
ظهر مايكل مايرز في جميع أفلام هالوين باستثناء فيلم هالوين 3: موسم الساحر، الذي لم يعرض أي عناصر من الفيلمين السابقين. ظهر مايرز أيضًا في روايات الكون الموسّع والكتب المصورة.

### الأفلام

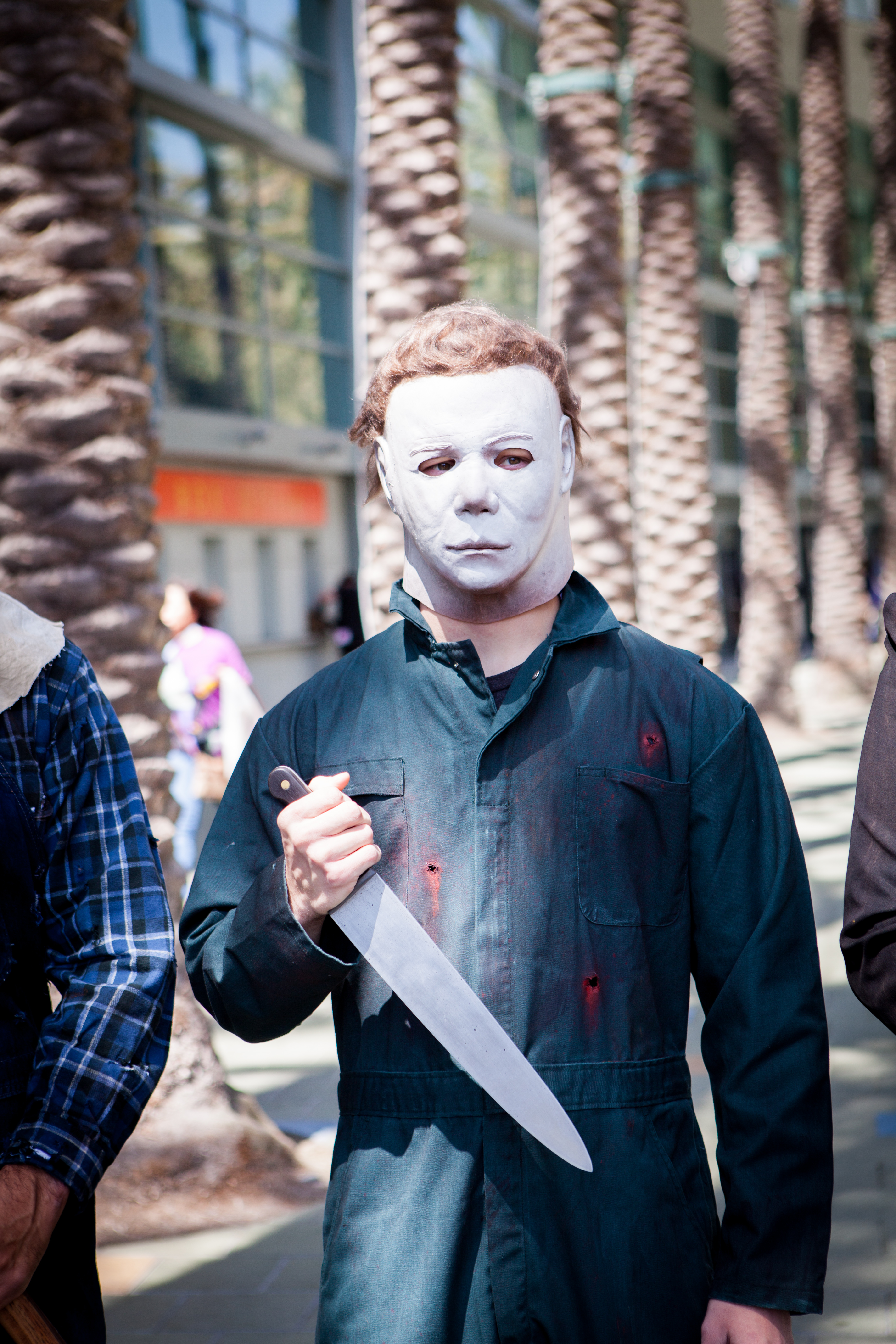
شخص يرتدي زيّ كوسبلاي لمايكل مايرز

ظهر مايكل مايرز لأول مرة في فيلم هالوين سنة 1978. في بداية عيد الهالوين، قَتَل مايكل (ويل ساندين) البالغ من العمر ستة أعوام أخته المراهقة جوديث (ساندي جونسون) في عيد الهالوين عام 1963. بعد خمسة عشر عامًا، يهرب مايكل (نيك كاسل) من مصحة سميث غروف، ويعود إلى مسقط رأسه في هادونفيلد، إلينوي. يطارد جليسة الأطفال المراهقة لوري سترود (جيمي لي كورتيس) في عيد الهالوين، بينما يحاول طبيبه النفسي الدكتور سام لوميس (دونالد بليسينس) تعقُّبَهُ. بعد قتل العديد من أصدقاء لوري، هاجم مايكل أخيرًا لوري نفسها، لكنها تمكنت من صده لفترة كافية حتى يتمكن لوميس من إنقاذها. أطلق لوميس النار على مايكل ست مرات، وألقاهُ من الشرفة. بعد ذلك، عندما يذهب الدكتور لوميس لفحص جثة مايكل، يجد أنه قد اختفى. يستأنف فيلم هالوين 2سنة 1981 من المكان الذي ينتهي فيه النص الأصلي مباشرةً، حيث لا يزال الدكتور لوميس يبحث عن مايكل. يتبع مايكل (ديك وارلوك) لوري إلى المستشفى المحلي ويقتل الموظفين واحدًا تلو الآخر طوال الليل. يعلم لوميس أن لوري هي الأخت الصغرى لمايكل، ثم يهرع إلى المستشفى للعثور عليهما. يطلق لوري النار على مايكل في عينيه ويصاب بالعمى ويتسبب لوميس في انفجار في غرفة العمليات، مما يسمح للوري بالهروب، بينما يبقى مايكل وسط النيران، ثم يخرج من الغرفة مُترنّحا، قبل أن ينهار في النهاية.
أمّا فيلم هالوين 3: موسم الساحر سنة 1982 فليس له علاقة مستمرة بالأفلام الأخرى، على الرغم من ظهور مايكل لفترة وجيزة في إعلان تلفزيوني للفيلم الأول. في فيلم هالوين 4: عودة مايكل مايرز سنة 1988، تبدأ القصة بعد عشر سنوات من أحداث هالوين 2. تم الكشف عن أن مايكل (جورج ويلبور) كان في حالة غيبوبة منذ الانفجار. يستيقظ مايكل من غيبوبته عندما علم أن لوري سترود ماتت في حادث سيارة، ولكن لديها ابنة أخت تبلغ من العمر سبع سنوات، جيمي لويد (دانييل هاريس). بالعودة إلى هادونفيلد، يتسبّب مايكل في انقطاع التيار الكهربائي في جميع أنحاء المدينة، ويقوم بقتل قوات شرطة البلدة، قبل أن تطلق عليه شرطة الولاية النار ويسقط في حفرة لغم. في فيلم هالوين:انتقام مايكل مايرز سنة 1989، تنطلق الأحداث فور انتهاء الفيلم الرابع، يهرب مايكل مايرز (دون شانكس) من المنجم ويعود إلى صحته من قبل ناسك محلي. في العام التالي، يقتل مايكل الناسك، ويعود إلى هادونفيلد ليجد جيمي (هاريس) مرة أخرى، ويطاردها في منزل طفولته في فخ نصبه لوميس (بليسينس). أخيرًا تم إخضاع مايكل من قبل لوميس واقتياده إلى مركز الشرطة المحلي، لكن «الرجل ذو الرداء الأسود» الغامض يهاجم مركز الشرطة ويقتل الضباط ويطلق سراحه. في فيلم هالوين: لعنة مايكل مايرز سنة 1995، بعد ست سنوات من أحداث الفيلم الأخير؛ اختفى كل من جيمي (جي براندي) ومايكل (ويلبر) من هادونفيلد. تم اختطاف جيمي وحمله من قبل طائفة ثورن، بقيادة الدكتور تيرينس وين (ميتشل رايان)، صديق لوميس وزميله من سميثز جروف. تم الكشف عن أن وين كان يتلاعب بمايكل طوال الوقت وكان منقذه الغامض في فيلم هالوين 5. يهاجم مايكل جيمي، ولكن تتمكن من إخفاء الرضيع الذي أخذه تومي دويل (بول رود). أثناء محاولته حماية الطفل من مايكل ووين، يعلم تومي أن الطائفة قد تكون سبب هوس مايكل بقتل عائلته بأكملها، بالإضافة إلى قدراته الخارقة للطبيعة على ما يبدو. ينقلب مايكل في النهاية ضد الطائفة ويخضعه أخيرًا تومي، الذي يحقنه بكميات كبيرة من المهدئات داخل مصحة سميث غروف. ينتهي الفيلم بقناع مايكل ملقى على أرضية غرفة المختبر ويصرخ لوميس في الخلفية، تاركًا مصير الرجلين مجهولًا.
بتجاهل فيلم هالوين: بعد 20 عاما (1998) أحداث الأفلام الثلاثة السابقة، بينما يُثبت أن مايكل مايرز (كريس دوراند) مفقود منذ عشرين عامًا منذ الانفجار في عام 1978. قامت لوري سترود (كورتيس) بتزوير موتها هربًا من شقيقها وتعيش الآن في كاليفورنيا، تحت اسم مستعار مع ابنها المراهق جون (جوش هارتنيت). يتتبع مايكل لوري وابنها في المدرسة الداخلية الخاصة حيث تعمل ناظرة، ويقوم بقتل أصدقاء جون. عند وصول ابنها إلى بر الأمان، تعود لوري طواعية لمواجهة مايكل، وتقطع رأسه، وتقتله أخيرًا. في فيلم هالوين: إحياء الموتى سنة 2002، يُعدّل أمر وفاة مايكل، ويُثبت أن الرجل الذي قطعت رأسه لوري كان مُسعفًا هاجمه مايكل وقام بتبديل الملابس معه. يتعقّب مايكل (براد لوري) لوري ويقتلها. يعود إلى هادونفيلد، ويقوم بقتل مجموعة من طلاب الجامعات كانوا يُصوّرون عرضًا واقعيًا على الإنترنت داخل منزل طفولته. يستطيع كل من المتسابقة سارة موير (بيانكا كاجليش) ومنتج العرض فريدي هاريس (بوستا رايمز) من الهرب عن طريق صعق مايكل. ثم يتم نقل جثة مايكل وجثث ضحاياه إلى المشرحة. عندما يبدأ الفاحص الطبي في فحص جثة مايكل، يستيقظ فجأة.
ظهرت نسخة جديدة من مايكل مايرز في فيلم هالوين للمُخرج روب زومبي سنة 2007، وهو عبارة عن ريبوت للسلسلة. يتبع الفيلم الفرضية الأساسية للفيلم الأصلي، مع زيادة التركيز على طفولة مايكل: يظهر مايكل (دايج فيرش) البالغ من العمر عشر سنوات، وهو يقتل الحيوانات ويعاني من سوء المعاملة العاطفية من جوديث (هانا هال) وصديق والدته روني (ويليام فورسيث)، يقوم بقتلهما فيما بعد، مع صبي كان يتنمر عليه. بعد التزامه بـسميث جروف، أصبح مايكل يهوى إنشاء أقنعة من الورق المعجن، كما أنّ العلاج الذي كان يتلقّاه من الدكتور سام لوميس (مالكولم ماكدويل) لم ينفع معه. تنتحر ديبورا (شيري مون زومبي) والدة مايكل بعد أن شاهدته يقتل ممرضة. كشخص بالغ، يعود مايكل (تايلر مين) إلى هادونفيلد ليجتمع شمله مع أخته الصغرى لوري (سكوت تايلور كومبتون)، الشخص الوحيد الذي أحبّه على الإطلاق. ومع ذلك، لا تتذكر لوري مايكل وتخشى منه، مما أدى في النهاية إلى إطلاق النار على رأسه دفاعًا عن النفس بعد أن قتل أصدقائها ووالديها بالتبني. يُخرج روب زومبي الجزء الثاني هالووين 2 سنة 2009، والتي يُواصل حيث توقفت النسخة السابقة، مع القفز للأمام لمدة عام. هنا، يُفترض أن مايكل (ماني) قد مات، لكنه يظهر مرة أخرى بعد أن أخبرته رؤية ديبورا أنه يجب عليه تعقب لوري حتى يتمكنوا من «العودة إلى المنزل». في الفيلم، يمتلك مايكل ولوري رابطًا ذهنيًا، حيث يتشارك الاثنان رؤى والدتهما. خلال ذروة الفيلم، تقتل لوري مايكل بطعنه مرارًا وتكرارًا في صدره ووجهه بسكينه الخاص، حيث يشير المشهد الأخير إلى أنها تعرضت لذهان شقيقها وهي ترتدي قناعه.
فيلم هالوين (2018) هو تكملة مباشرة للفيلم الأصلي، وبالتالي إعادة إحياء علاقة الأخوة بين مايكل ولوري. يثبت أن مايكل (جيمس جود كورتني) قد ألقي القبض عليه بعد موجة القتل في عام 1978، ويقضى 40 عامًا في مصحة سميث غروف، قبل أن يفرّ مرة أخرى ويعود إلى هادونفيلد في موجة قتل أخرى. هنا يأتي مرة أخرى وجهاً لوجه مع لوري سترود (مرة أخرى يؤدي الدور كورتيس)، الذي يعيش في خوف من عودته. يتم نقل مايكل إلى منزل لوري من قبل طبيبه النفسي، حيث ينخرط في مواجهة مع لوري، الذي أصابته بشدة وقطعت اثنين من أصابعه. يُحاصر مايكل في منزل لوري المحترق، حيث أُضرمت النار من قِبل لوري وابنتها كارين (جودي جرير) وحفيدتها أليسون (آندي ماتيشاك). يُسمع مايكل وهو يتنفس في مشهد ما بعد الاعتمادات، مما يوحي بأنه نجا.  

## في الثقافة الشعبية
في الحلقة التاسعة عشرة من مسلسل الدجاجة الآلية، ظهر مايكل مايرز (بصوت سيث غرين) كزميل في بيغ براذر، جنبًا إلى جنب مع زملائه القتلة في أفلام الرعب، مثل جايسون فورهيز وفريدي كروغر ووجه الشبح وبين هيد [الإنجليزية] ووجه الجلد. تم طرد مايرز من المنزل، وخلع قناعه ليكشف عن نفسه ليكون الممثل الكوميدي مايك مايرز، ونطق بعبارة أوستن باورز الشهيرة، «أشعر بالضيق، يا حبيبي، نعم!» ثم يشرع في قتل المضيف. في 25 أبريل 2008، ظهر مايكل في حلقة ضمن مسلسل شبح هامس بعنوان (عرض الرعب)، من بطولة جينيفر لوف هيويت، حيث تتواصل روح مع شخصية هيويت من خلال وضعها في مشاهد من أفلام الرعب المفضلة لدى الفقيد، وقد شارك مايكل مايرز في أحد المشاهد. في حلقة بعنوان (ليلة سيّئة) ضمن مسلسل كولد كيس، تُعيد الشخصيات الرئيسية فتح قضية قتل عام 1978، بعد أن تشير أدلة جديدة إلى أن الضحية لم يُقتل على يد رجل مختل عقليًا، بعد أن شاهد الهالوين في المسارح، ذهب في موجة قتل مرتديًا زي مايكل. ظهر مايكل مايرز في حزمة المحتويات القابلة للعب في لعبة الفيديو كول أوف ديوتي: جوستس، كشخصية قابلة للعب. كما يظهر مايرز بشكل قابل للعب في فصل هالوين من لعبة الفيديو ديد باي دايلايت.
ظهر مايكل مايرز في لعب الفيديو لأول مرة مع لعبة أتاري المُسمّاة (هالوين) سنة 1983. من النادر العثور على اللعبة، وغالبًا ما يتم لعبها على برامج المحاكاة. لم يتم تسمية أي شخصيات من الأفلام على وجه التحديد، حيث تركز اللعبة على اللاعب، الذي يجب عليه حماية الأطفال من «القاتل الذي هرب من مصحة عقلية». كان مايكل واحدًا من العديد من أيقونات الرعب التي تم تضمينها في إصدار عام 2009، من حدث ليالي هالوين الرعب من يونيفرسال ستوديوز هوليوود، كجزء من متاهة بعنوان (هالوين: حياة وجرائم مايكل مايرز). أنشأ فنان البوب إريك ميليكين فسيفساء كبيرة لصورة مايكل مايرز من حلوى الهالوين والعناكب، كجزء من سلسلة (Totally Sweet) عام 2013. في عام 2018، أصدرت روح الهالوين (Spirit Halloween) دعامة متحركة من مايكل مايرز لتتزامن مع فيلم هالوين 2018.

## روابط خارجية
- الموقع الرسمي لسلسلة هالوين